# La panda (historieta de Segura)
La panda fue una serie de historietas creada por Segura para la revista "Gran Pulgarcito" de Editorial Bruguera en 1969. No debe confundirse con series de título similar como La alegre pandilla ("Mundo Juvenil", 1963) o La panda "Pop" (Lily, 1970).

## Trayectoria editorial
Aparte de "Gran Pulgarcito", La panda apareció en "Mortadelo", "Súper Mortadelo", "Bruguelandia", "Mortadelo Especial" y "Zipi y Zape". Entre todas ellas, y en opinión del investigador Antoni Guiral, destacaron las historietas largas realizadas para Súper Pulgarcito en 1970, merced a los guiones de Andreu Martín que aportaron un suspense inédito a la serie.
Se publicaron también cuatro álbumes recopilatorios dentro de la colección Olé!.

## Argumento y personajes
La panda narra las aventuras de un grupo de jóvenes compuesto por:
- Poli
- Johnny
- Músculos
- Antón (luego, Pepín)
- Lupita
- Margaret/Dolly